# Marie Egagne
Marie Egagne är en kamerunsk taekwondoutövare. 

## Karriär
I juli 2022 tog Egagne brons i 57 kg-klassen vid afrikanska mästerskapen i Kigali. I maj 2023 tävlade Egagne i 57 kg-klassen vid VM i Baku, där hon blev utslagen i 32-delsfinalen av indiska Sonam Rawal.